# 쿠 리 막 다러
쿠 리 막 다러(아일랜드어: Cú Roí mac Dáire)는 아일랜드 신화의 얼스터 대계에 등장하는 무운의 왕이다. 둔갑술을 사용하는 초인적 힘을 가진 전사로 묘사된다. 그는 마러 막 데다드 또는 다러 딤헤크의 아들로서 데다드 일족에 속한다.